# 紅街市圖書館

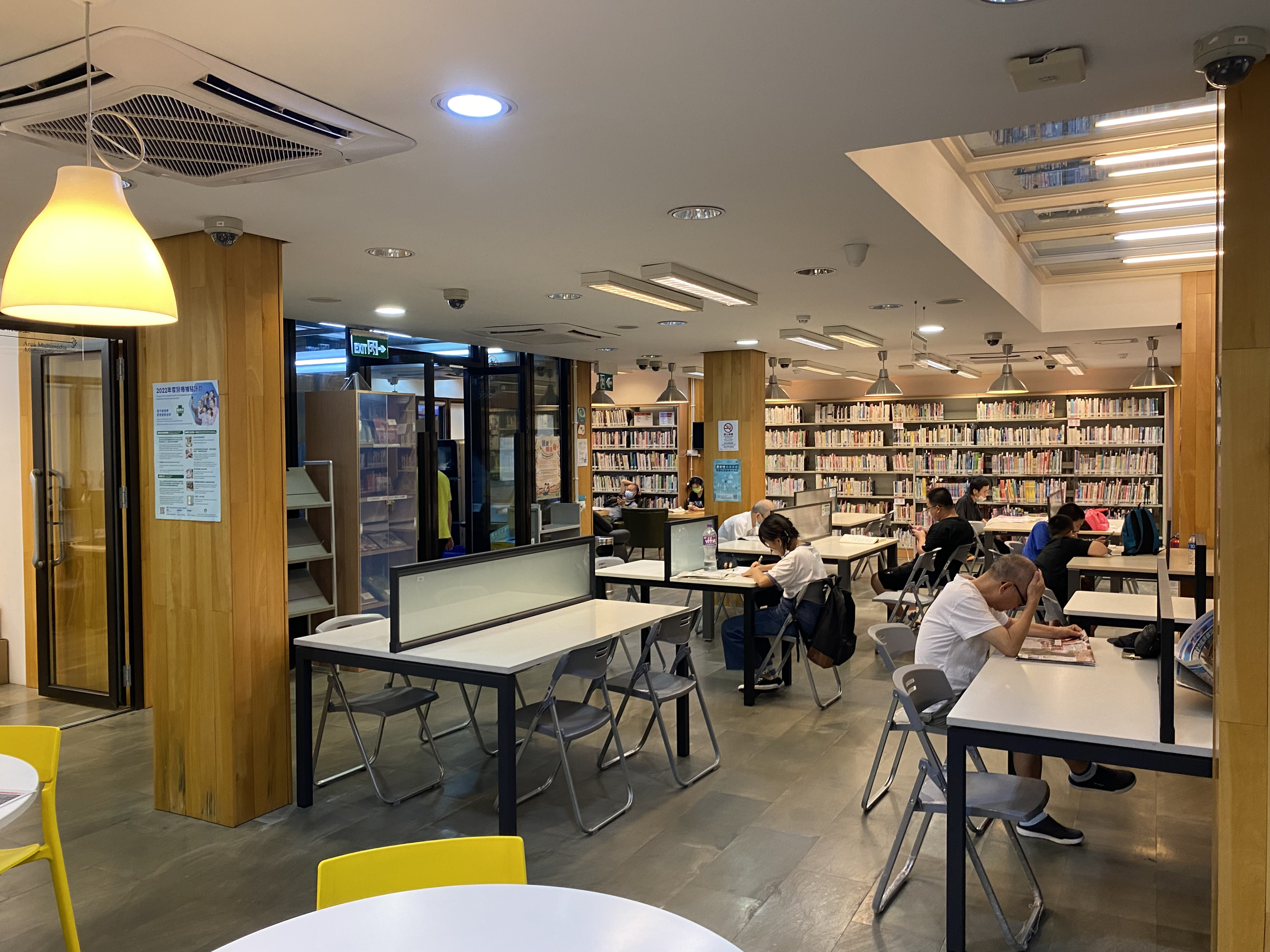
圖書館內貌

22°12′21″N 113°32′42″E / 22.2057492°N 113.5449116°E
紅街市圖書館（葡萄牙語：Biblioteca do Mercado Vermelho）位於澳門雅廉訪大馬路147號，是澳門特別行政區文化局轄下的公共圖書館之一。2012年7月25日啟用。

## 建築
圖書館前身為郵政分局。為保留市民對原址的集體回憶，圖書館在建築上保留了原有的鐵欄柵部份，並向通訊博物館借得部份郵政展品存放展示，包括舊郵筒、舊式電話機及郵政局員工宿舍模型等。
但在居住於所在大廈的業主指，郵局是二十世紀七十年代於大廈內突然「劃出」的空間，及後加建的二樓平台更長期漏水。業主會懷疑該處屬僭建物，並一度尋求議員協助要求當局擱置改建計劃，並協助大廈重建。最終當局承諾，若有投資者並提交重建方案，可於五年後重建。然而因時間過長，即使有投資者願意重建，也因時間問題不了了之。
2017年8月23日，受颱風天鴿吹襲影響，圖書館受水浸影響停用。2018年7月18日，裝修工程完成，重新對外開放。

## 館藏與服務
紅街市圖書館總面積約為2,800平方呎，最高藏書量約為14,000冊，閱覽座位約60個，可供上網的電腦為8台。2016年館内設閱覽座位七十三個、可供上網的電腦八台、藏書約六千八百冊、報紙五十七種、雜誌六十二種。該館以烹飪飲食書籍為主題館藏，亦有文學、旅遊休閒、醫藥保健及家政類書籍。
2016年10月7日起試行對外全天開放，是澳門首例。期間每天晚上八時至翌日上午十時的時段館内將實施使用者證件自助登記措施，市民可透過掃瞄澳門居民身份證或外地僱員身份認別證以啟動門禁開關。試行後經檢討，原訂於2017年9月起縮短開放時間為星期一至日上午七時至次日凌晨二時，2018年重新開放後即採用新時段。重開後圖書館最高藏書量減少至約6,000冊，閱覽座位減少至約65個、可供上網的電腦減至6台。